# Пицоне
Пицо̀не (на италиански: Pizzone) е село и община в Централна Италия, провинция Изерния, регион Молизе. Разположено е на 730 m надморска височина. Населението на общината е 329 души (към 2010 г.).